# 楊鏞 (正德進士)
楊鏞（1485年—？），字聲之，錦衣衛官籍河南臨潼縣人，明朝政治人物。

## 生平
正德五年（1510年）庚午科順天府鄉試第七十四名舉人。正德十六年（1521年）中式辛巳科會試第一百六名，登第三甲第一百二十一名進士。

## 家族
曾祖楊普興；祖父楊友；父楊暹，母潘氏。永感下。